# تورية (بلاغة)
التورية عند أهل البديع هي أن تحمل كلمة أو جملة معنيين أحدهما أقرب إلى الذهن
لكنه غير المقصود، والثاني بعيد إذ أنه المقصود. قد تكون الغاية منها إثارة الذهن، أو الهروب من المساءلة القانونية.
من مثال ذلك، ما حصل بين الشاعرين الكبيرين حافظ إبراهيم وأحمد شوقي.
ففي ليلة باردة قال الشاعر حافظ إبراهيم للشاعر أحمد شوقي وهو يشاكسه ويلاطفه:
فما كان من الشاعر أحمد شوقي إلا أن رد عليه قائلا:
مثال آخر: عندما تزوج أحد الأعراب مع كبر سنه فقام أخوه بمداعبته قائلا:
مثال آخر:
التورية في كلمتني الأولى من الكلل «أي أن متنه أو كتفه تعب من كثرة طرق الباب»، وكلمتني الثانية أي حدثتني، وكلمتني الثالثة من الكلم أو التجريح «أي عندما حدثتني جرحتني» وفي كلمة «إسماعيل» معناها القريب اسم الشاعر أما المعنى المقصود هو«أنه ينادي محبوبته أسما قائلاً لها لقد عيل صبري أي نفد صبري». وسر جمالها في أنها تثير الشعور بإحداث حركة ذهنية بارعة من خلال انتقال الذهن من المعنى القريب إلى المعنى البعيد وفيها استغلال لثراء اللغة في دلالات الألفاظ.

## بدري ارق محاسنا والفرق مثل الصبح ظاهر
- إيهام
- لزوم ضمني
- جناس
- تقية
- تعريض
- تلميح
- ذو المعنيين